# Gameforge
Die Rösner Holding GmbH ist die Konzernobergesellschaft, in deren vollständigem Besitz sich die Gameforge AG befindet. Beide Unternehmen haben ihren Hauptsitz in Karlsruhe. Die Gameforge AG ist ein Anbieter von Onlinespielen.
Vertrieben werden Spiele in über 75 Ländern bei ca. 450 Millionen registrierten Spielern. Ihr Portfolio beinhaltet client-basierte Massively Multiplayer Online Games (MMOs) wie Aion, Metin2, NosTale, Wizard101 oder Runes of Magic, browserbasierte Online-Games wie OGame und Ikariam. Im Jahr 2023 begann das Unternehmen zudem den digitalen Vertrieb von Single-Player-Spielen.

## Geschichte

### Gründung und Firmierung als Aktiengesellschaft

Historisches Logo 2003 bis 2007

Historisches Logo 2008 bis März 2010

Das Unternehmen wurde im Dezember 2003 von Alexander Rösner und Klaas Kersting als Gameforge GmbH in Karlsruhe gegründet. Zu den ersten Spielen des Unternehmens gehörte das Browserspiel OGame, das Alexander Rösner selbst entwickelt hatte.
Im September 2006 ist das Unternehmen in die Rechtsform der Aktiengesellschaft unter der Firma Gameforge AG umgewandelt worden. Diese fungiert als Holding der hundertprozentigen Tochterfirmen Gameforge 4D GmbH, die seit 2005 für die Lizenzierung und Vermarktung client-basierter MMOs wie Metin2 zuständig ist, der Gameforge Productions GmbH, welche Browserspiele wie OGame oder Ikariam entwickelt und vermarktet, sowie weiterer Tochterfirmen.

### Frühe Entwicklungen
Die Jahre von 2006 bis 2010 waren von einem starken Wachstum der Spieler- und Mitarbeiterzahlen geprägt. Hatte Gameforge 2007 noch 100 Mitarbeiter, waren es Ende 2008 schon 200, Ende 2009 360 Mitarbeiter und 2010 rund 450 Mitarbeiter (gut 650 inkl. der Beteiligung an der Frogster Interactive Pictures). Im November 2011 gab das Unternehmen eine Neuausrichtung der internen Strukturen bekannt. Im Zuge der Integration von Gameforge und Frogster wurden die operativen Einheiten zusammengelegt, die Belegschaft verkleinert und Produkte eingestellt, die hinter den Erwartungen zurückgeblieben waren. 2009 erreichte das Unternehmen die Marke von 100 Mio. registrierten Spielern, 2010 wuchs die Zahl auf 200 Mio. an, 2011 auf 300 Mio.
Das Unternehmen gründete 2007 seine erste ausländische Niederlassung, Gameforge France SARL mit Sitz in Paris. Nach Aufkauf des insolvent gegangenen französischen Entwicklerstudios Nevrax durch Gameforge übernahm das Unternehmen das Spiel The Saga of Ryzom. Dies wurde jedoch nur ein mäßiger Erfolg, sodass Ryzom 2009 weiterverkauft wurde. Gameforge besaß daneben weitere Niederlassungen im Ausland, darunter Gameforge Holding Malta Ltd. mit Sitz in Pietà und Gameforge SARL mit Sitz in Paris.
Im November 2007 wagte Gameforge als erstes deutsches Online-Games-Unternehmen den Sprung in die USA und gründete Gameforge Productions Inc. mit Sitz in San Francisco.
Im April 2008 gab Gameforge die Gründung des ersten von insgesamt vier Entwicklerstudios bekannt. Ticking Bomb Games mit Sitz in Hamburg sollte mehrere PC-Spiele entwickeln, welche dann von Gameforge vermarktet werden sollten. Geschäftsführer sind Tobias Severin und Marco Schultz, welche beide bereits auf langjährige Erfahrung im Bereich Spielentwicklung zurückblicken können. Als Berater wurde Ralf C. Adam eingestellt, welcher in 16 Jahren Berufserfahrung bereits an mehreren Spielen wie Sacred, Gothic II und SpellForce beteiligt war. Das erste Spiel der Entwickler, Gilde1400, ein auf dem PC-Spiel Die Gilde basierendes Browserspiel, wurde Ende Oktober 2009 veröffentlicht und befand sich für zwei Wochen in der Beta-Phase, bevor es veröffentlicht wurde.
Ende Januar 2009 folgte die Gründung des zweiten Entwicklerstudios, Rough Sea Games, mit Sitz in Mannheim. Es sollte ebenso wie Ticking Bomb Games die Entwicklung von PC- und Browserspielen übernehmen. Als Geschäftsführer wurde diesmal Matthias Schindler gewählt, der bereits seit 15 Jahren in der Spiele-Entwicklung tätig ist.
Neben den Studios in Hamburg und Mannheim betrieb das Unternehmen zudem mit Steroid Interactive (Mainz) und Inflammables (Heidelberg) zwei weitere Entwicklerstudios. Alle vier Studios wurden jedoch schrittweise abgebaut: Die Niederlassungen in Hamburg, Mainz und Mannheim wurden zum 1. Januar 2011 verkauft, Inflammables nach dem Ende von Hellbreed Ende 2011 geschlossen.
Seit November 2008 betreibt das Unternehmen das Portal Gameforge.com (ehem. „MMOGame.com“), auf dem die Spiele von Gameforge mit Informationen und Bildmaterial auf einer gemeinsamen Plattform gebündelt sind. Auf dem Portal können Spieler ihre Spielzugänge verwalten. Im Laufe der Zeit wurde das Portal um zusätzliche Funktionen wie Freundeslisten, Achievements und Spielstatistiken erweitert.
Ende des Jahres 2008 gab das Unternehmen die Gründung eines Tochterunternehmens in den Vereinigten Staaten in Kooperation mit der Frogster Interactive Pictures AG bekannt. Gameforge sollte dabei mit 75 % der Hauptbeteiligte sein und mit dem Kauf von 470.000 Aktien einen Anteil von bis zu 20 % an Frogster erwerben. Dieses Joint-Venture kam jedoch wegen Interessenskonflikten in der Ausgestaltung der Details nicht zustande. Das Unternehmen entschied sich, mit einem eigenen Tochterunternehmen, der Frogster America Inc., in den USA aktiv zu werden.

### Jüngere Geschichte
Im März 2010 wurde überraschend der Ausstieg des bisherigen CEOs der Gameforge AG Klaas Kersting bekannt gegeben. Weshalb der Mitgründer das Unternehmen verließ, wurde nicht öffentlich. Kersting „stehe Gameforge weiterhin freundschaftlich und beratend zur Seite“, hieß es in einem kurzen Firmenstatement.
Im Laufe des Jahres 2010 übernahm das Unternehmen einen Mehrheitsanteil an der Frogster Interactive Pictures AG und baute seine Anteile in der Folge weiter aus. Am 3. Juli 2012 wurde die Umfirmierung der Tochtergesellschaft Frogster Interactive Pictures AG und ihrer Tochterfirmen bekanntgegeben. Frogster ist in Gameforge Berlin AG umbenannt worden, die Tochtergesellschaft Frogster Online Gaming GmbH wurde mit der Gameforge Berlin AG verschmolzen. Frogster America Inc. ist in Gameforge America Inc. und die Frogster Pacific GmbH in Gameforge Pacific GmbH umbenannt worden.
Beginnend ab 2011 machte sich eine zunehmende Sättigung der gesamten Branche breit. Betrug der Umsatz im Jahr 2010 noch 133 Millionen Euro, so wuchs er im Jahr 2011 auf nur 140 Millionen Euro an, obwohl die Spielerzahl von 200 Millionen (August 2010) auf 300 Millionen (August 2011) um die Hälfte anstieg. Dies führte unter anderem zur Entlassung von rund 100 Mitarbeitern im November 2011, außerdem wurden die kurz zuvor gestarteten Spiele Hellbreed und Mythos eingestampft, die Produktion des im Vorfeld vielbeachteten Star Trek: Infinite Space zurückgestellt und, nach erfolgloser Suche eines Co-Publishers, ein Jahr darauf endgültig eingestellt. Beim aufgekauften Publisher Frogster kam es 2011 sogar zu einem Umsatzrückgang von 16 % im Vergleich zum Vorjahr. Ähnliche Probleme hatten auch Konkurrenten wie Zynga und Bigpoint, wo es ebenfalls zu Entlassungswellen und Schließungen von Niederlassungen und Spielen kam.
Im Januar 2012 verkaufte das Unternehmen seine Tochterfirma Chili Entertainment GmbH für einen nicht näher genannten Betrag an Hitfox. Damit veräußerte Gameforge auch das Online-Werbeportal Ad2Games.
Im zweiten Halbjahr 2012 wagte sich Gameforge auch auf den Mobile-Games-Markt. Mit zunächst fünf Spielen der ersten Generation, die sich im Spielprinzip stark ähneln, tat man einen ersten Schritt. Diese Spiele können gratis heruntergeladen werden und finanzieren sich über einen eingebauten Shop. Anfang 2013 wurde zudem mit Crystal Runner: The Forgotten Caves ein deutlich komplexeres Handyspiel der zweiten Generation veröffentlicht, das allerdings eine Gebühr für die Installation verlangt. Handyspiele sollen im Jahr 2013 bereits mehrere Millionen Euro zum Konzernumsatz beitragen.
Weiters wurde mit Special Force II das erste Shooter-Spiel der Firma lizenziert. Das letzte noch mit einem Pay-to-play-Modell geführte Spiel der Firma, TERA, das mit monatlichen Kosten für die Spielnutzung verbunden ist, wurde im Februar 2013 auf das sonst übliche Free-to-play-Modell umgestellt. Damit sind wieder alle Spiele der Firma kostenlos spielbar und finanzieren sich ausschließlich durch Micropayments.
Im November 2012 wurde bekannt, dass die Marketingabteilungen der Standorte Berlin und Karlsruhe zusammengelegt wurden, wodurch in Berlin 20 Stellen in den Bereichen Marketing, PR und Business Development abgebaut wurden. Im gleichen Monat gab das Unternehmen eine Trennung von dem bisherigen Vorstandsvorsitzenden der Gameforge Berlin AG, Seth Iorio, bekannt. Eine Schließung des Standortes Berlin wurde jedoch nicht in Betracht gezogen. Am 22. April 2013 teilte Gameforge dann mit, dass der Standort Berlin mit Wirkung zum 30. September 2013 aufgelöst wird. Als Gründe gab das Unternehmen organisatorische und wirtschaftliche Motive an. Laut CEO Alexander Rösner wurde den verbleibenden rund 150 Mitarbeitern eine Weiterbeschäftigung am Standort Karlsruhe angeboten.
Im Juli 2013 erlangte das sogenannte „Gameforge-Urteil“ Aufmerksamkeit, auch außerhalb der branchenüblichen Presse. Der Verbraucherzentrale Bundesverband hatte 2009 den damaligen Betreiber von Runes of Magic, Frogster, verklagt, da es die Aufforderung „Schnapp Dir die günstige Gelegenheit und verpasse Deiner Rüstung & Waffen das gewisse ‘Etwas’“ in einer Werbeaktion als wettbewerbswidrige Kaufaufforderung an Kinder sah. Nachdem das Landgericht Berlin und das Kammergericht die Klage zunächst abwiesen, gab der Bundesgerichtshof der Verbraucherzentrale in der Revision am 17. Juli 2013 Recht. Die Werbung, die „sprachlich von einer durchgängigen Verwendung der direkten Ansprache in der zweiten Person Singular und überwiegend kindertypischen Begrifflichkeiten einschließlich gebräuchlicher Anglizismen geprägt wird“, habe sich gezielt an Kinder gerichtet. Gameforge hat gegen das Versäumnisurteil Einspruch eingelegt.
Das Urteil stieß auf Kritik, da der BGH nicht näher begründete, warum er die im Internet allgemein übliche Anrede mit Du und die Verwendung einiger weniger Anglizismen als „kindertypisch“ ansah. Ende 2013 lag die Zahl der registrierten Konten bei über 400 Millionen.
Im März 2014 kündigte Alexander Rösner an, dass er das operative Geschäft an Carsten van Husen übergeben wird. Dieser schied jedoch zum Jahresende 2015 auf eigenen Wunsch hin aus der Firma aus.

## Unternehmen
Die Gameforge AG mit Sitz in Karlsruhe ist unmittelbarer und 100%iger Eigentümer der Tochtergesellschaften Gameforge 4D GmbH und der Palado GmbH. Sie ist außerdem mit 33 % an der Let’s Influence GmbH beteiligt. Alle Tochterunternehmen haben einen Gewinnabführungsvertrag mit der Gameforge AG und ihren Sitz ebenfalls in Karlsruhe.

### Geschäftsmodell
Das Unternehmen war eines der ersten Unternehmen in Europa, das Online-Spiele als Free-to-play-Spiele angeboten hat. Den Zugang zum Spiel bietet Gameforge zumeist kostenlos an. Die Produkte finanzieren sich durch Online-Shops innerhalb der Spiele, in denen Spieler für Kleinbeträge Komfort- und Servicefunktionen wie Reittiere, Ausrüstungsgegenstände, Individualisierungsfunktionen u. ä. für die Spielwelten erwerben können. Gameforge adaptierte damit als eines der ersten westlichen Unternehmen ein äußerst erfolgreiches, für die Spielebranche immer bedeutsamer werdendes Geschäftsmodell, das seinen Ursprung in Asien hat.

## Produkte
Das Unternehmen betreibt und vermarktet mehrere Titel in den Sparten client-basierte Online-Games, Browser-Games und Casual Games.

### Aktuelle Spiele
| Browserbasierende Spiele: | Clientbasierende Spiele: |
| --- | --- |
| - BattleKnight* - BiteFight - Gladiatus - Ikariam - KingsAge - OGame | - 4Story* - Aion* - Aion Classic (basierend auf einer früheren Version von Aion)* - Elsword* - Metin2* - Miezekatzen-Suche* - NosTale* - Runes of Magic* |
| * Diese Spiele werden von Gameforge lediglich vermarktet, die Entwicklung liegt bei einer anderen Firma oder das Spiel wurde erst nach der Fertigstellung von Gameforge aufgekauft. | |

### Frühere Spiele
| Nicht mehr durch Gameforge betriebene Spiele: | Nicht mehr durch Gameforge betriebene Spiele: | Nicht mehr durch Gameforge betriebene Spiele: |
| --- | --- | --- |
| - AirRivals* - Animas Online - Battle of Crowns* - Bounty Bay Online* - CABAL Online* - Civil Attack* - Cold Space - Couchpotatoes - Crystal Runner: The Forgotten Caves - DarkPirates - Desertwar* - Drivals* - Dropzone* - Die Stämme* - Orcs Must Die! Unchained* - Eligium – Der Auserwählte* - Freewar* - Funfari - Galaxywars* - Get7* - Gilde1400 - GoalUnited* - Goblin Keeper* | - Grimfall - Hellbreed - Heropolis* - Herrcot* - HEX: Shards of Fate* - Katsuro - King of Castles* - Kingdom Under Fire 2* - KnightsDivine* - Kriegs Spiel - Mafia Spiel - MageFight - MATCHDAY - MetalDamage - MonsterSaga - Mythos* - NoxMortis - Oceanfight - Guardians of Ember* - Piratenkriege* - RageClaw - RaiderZ* | - Ritter-Spiel - Ryzom* - Seaskulls - Second Home* - Sigils: Schlacht um Raios* - S.K.I.L.L. – Special Force 2* - Soulworker* - Space4k - Steampunk-Spiel - Steinzeit-Spiel - Swords of Legends Online* - Tanoth* - TERA: Fate of Arun* - Therian Saga* - Travian* - Vampir Spiel - Vendetta - WarpFire - WildGuns* - Wizard101* - Wogen des Schicksals (Andaloria) - X-Wars* |
| * Diese Spiele wurden von Gameforge lediglich vermarktet, die Entwicklung lag bei einer anderen Firma oder das Spiel war erst nach der Fertigstellung von Gameforge aufgekauft worden. | | |

## Auszeichnungen
2008 gewann Gameforge den Red Herring 100 Europe Award als einziges deutsches Spiele-Unternehmen, zudem wurden die beiden Gründer und damaligen Geschäftsführer, Klaas Kersting und Alexander Rösner, als Entrepreneur des Jahres 2008 ausgezeichnet. In den Jahren 2008 und 2009 gewann Gameforge jeweils einen Technology Fast 50 Award. Während Gameforge im Jahr 2008 noch in der Kategorie „Rising Stars“ den Preis gewann, ging das Unternehmen 2009 bereits in der normalen Kategorie an den Start und konnte mit einem 5-Jahres-Wachstum von 6.261,19 % den 2. Platz einfahren. Es lag um mehr als 2.000 % vor der Bigpoint GmbH, dem größten Konkurrenten. Ebenso gewann Gameforge 2009 zwei Stevie-Awards in den Kategorien „Most Innovative Company of the Year in Europe“ und „Best New Product or Service of the Year – Media & Entertainment“ und konnte sich auch hier gegenüber Bigpoint knapp durchsetzen. Im gleichen Jahr erhielt das Unternehmen die Auszeichnung als „Technology Pioneer“ des Weltwirtschaftsforums Davos.
2010 wurde Gameforge im Rahmen einer Studie des Instituts „Great Place to Work“ in die Liste „Deutschlands 100 beste Arbeitgeber 2010“ aufgenommen. Die Teilnahme an der Studie war für die bewerteten Arbeitgeber kostenpflichtig.
Im Jahr 2011 platzierte die Computerwoche Alexander Rösner auf Platz 42 der 100 „bedeutendsten Persönlichkeiten in der deutschen IT“. Zudem gewann Gameforge einen „International Stevie Award“ für das Spiele-Portal Gameforge.com sowie einen „Distinguished Honoree“ für den Trailer zu Star Trek: Infinite Space. 2012 folgten weitere Auszeichnungen mit dem Red Herring Award und dem Silber-Award bei den International Business Awards (Stevie).
2019 und ebenso im Jahr 2023 erhielt Gameforge durch das Great Place to Work Institut zudem die „Zertifizierung erlebte Arbeitgeberattraktivität ‚Great Place to Work® Certified‘“ als auch die Auszeichnungen „Beste Arbeitgeber in Baden-Württemberg 2019“ beziehungsweise „Beste Arbeitgeber in Baden-Württemberg 2023“ sowie 2019 „Beste Arbeitgeber in der ITK 2019“.

## Öffentliche Wahrnehmung
Im März 2011 berichtete der Onlinenewsdienst gulli.com über eine Klage der damaligen Gameforge-Tochter Frogster gegen das Spielerforum elitepvpers.com. Der Vorwurf lautete, innerhalb des Forums seien „im geschäftlichen Verkehr“ Gold und Accounts für das PC-Spiel Runes of Magic vertrieben worden.
Im Zuge dieser öffentlichen Diskussion wurden Dokumente veröffentlicht, die zeigten, dass sich Gameforge im April des Jahres 2005 entschieden hatte, zusammen mit dem Betreiber eines Ingame-Währungshändlers ein neues Unternehmen unter dem Namen „Ingameparadise Limited“ zu gründen. In einer offiziellen Stellungnahme wurde dies von Gameforge bestätigt. Gameforge hatte jedoch Ende 2005, bereits einige Tage nach ersten Werbemaßnahmen und Protesten von Seiten der Spieler, seine Anteile am Unternehmen an den Geschäftsführer von Ingameparadise zurück verkauft und den Vertrag bis 2007 ruhen lassen. Aus heutiger Sicht halte Gameforge die Geschäftsbeziehung für einen Fehler. Im Jahr 2005 sei die Rechtslage bezüglich der Frage, ob ein Dritter mit Ingame-Währung handeln dürfe, noch nicht abschließend geklärt gewesen. Gameforge teilte mit, niemals Gewinn aus den Geschäftsbeziehungen erhalten zu haben.